# Boeckella-See
Der Boeckella-See ist ein kleiner See am nordöstlichen Ende der Antarktischen Halbinsel. Er liegt 0,5 km südlich der Hope Bay im Five Lakes Valley und entwässert über einen kleinen Strom in die Eagle Cove.
Entdeckt und benannt wurde der See von Teilnehmern der Schwedischen Antarktisexpedition (1901–1903) unter der Leitung Otto Nordenskjölds. Namensgeber sind die hier anzutreffenden Ruderfußkrebse der Gattung Boeckella.